# 5301 Novobranets
5301 Novobranets (1974 SD3) là một tiểu hành tinh nằm phía ngoài của vành đai chính được phát hiện ngày 20 tháng 9 năm 1974 bởi L. V. Zhuravleva ở Đài vật lý thiên văn Crimean.